# 高村優里
高村 優里（たかむら ゆり、8月14日 - ）は、日本の女性声優。アトリエピーチ所属。山口県出身。血液型はA型。CHK声優センター卒。

## 出演
太字は主役・メインキャラクター。

### ゲーム
- となりの彼女 My Neighbor Girl（佐倉真奈）
- Tongs Tongs（チャミー、ヤンヤン、モン）
- Men at Work2（ミーナ）
- 麻雀占いフォルトゥーナ〜月の女神たち〜（プリシラ）
- ギャルズパニックSP（チェン）

2001年
- Missing Blue（藤本）

2004年
- ホワイトブレス 〜with faint hope〜（杉本椎奈）

2005年
- 初恋 -first kiss-（ココ・夏野・パルフェ）

2006年
- ホワイトブレス 〜絆〜（杉本椎奈）

2007年
- Pia♥キャロットへようこそ!!G.O. SUMMER FAIR（姫川かずみ）

2010年
- 勇者のくせになまいきだ:3D

2012年
- 屋根裏の彼女（霧島沙希）

2014年
- 彼女はオレからはなれない（結城莉子[1]）- PS Vita/PS4版

### TV
- ミステリチャンネル見MONO（ナレーション・レギュラー）

### CD-ROM
- ケンチャコ大冒険シリーズ（ミック、他）
- 低学年・高学年「カルシウムのひみつ」（カルシウム、男の子）

### DVD
- 国際理解英語くらぶ（英語ナレーション）

### 舞台
- Crazy Go No.1（ハイジ 役）
- ウルトラ☆ハイタール（知佳 役）
- Happy Circle DX（ちはる 役）
- 大きな石ゴロゴロ…小さな石コロコロ…（神崎涼子 役）
- カリスマ慕情（旅行客 役）
- Style〜気分は上場〜（はるな 役）